# Pellenes gerensis
Pellenes gerensis es una especie de araña saltarina del género Pellenes, familia Salticidae. Fue descrita científicamente por Hu en 2001.
Habita en China (Tíbet).